# شرکت کربی
شرکت کربی (انگلیسی: Kirby Company) شرکت لوازم خانگی آمریکایی است، که در سال ۱۹۱۴ تأسیس شد.